# Scott Evans (aktor)
Scott Andrew Evans (ur. 21 września 1983 w Sudbury) – amerykański aktor telewizyjny i filmowy. Najlepiej znany z roli policjanta Olivera Fisha w operze mydlanej ABC Tylko jedno życie (One Life to Live). Młodszy brat aktora Chrisa Evansa.

## Życiorys

### Wczesne lata
Urodził się w Sudbury w stanie Massachusetts w rodzinie rzymskokatolickiej o korzeniach włoskich i irlandzkich jako syn Lisy (z domu Capuano), tancerki i dyrektorki artystycznej Concord Youth Theater, i George’a Roberta „Boba” Evansa III, lekarza dentysty. Ma trójkę rodzeństwa: siostrę Shanę, starszą siostrę Carly oraz starszego brata Chrisa, który także zajmuje się aktorstwem. Studiował teatroznawstwo na New York University. Jako 19-latek ujawnił swój homoseksualizm przed rodziną.

### Kariera
Od 2008 współpracuje z amerykańską telewizją. 22 czerwca tegoż roku zadebiutował jako aktor na ekranie stacji USA Network, gdzie pojawił się w trzynastym odcinku siódmego sezonu serialu kryminalnego Prawo i porządek: Zbrodniczy zamiar (Law & Order: Criminal Intent). Następnie jako Trey zagrał w dwóch odcinkach serialu CBS Guiding Light – powszechnie znanej, najdłużej emitowanej operze mydlanej świata, a pod koniec roku gościnnie pojawił się w odcinku serialu FOX Fringe: Na granicy światów (Fringe) pt. The Cure. 5 lutego 2009 w Nowym Jorku odbyła się premiera komedii romantycznej Wyznania zakupoholiczki (Confessions of a Shopaholic), w której Evans wystąpił w roli drugoplanowej – jako urzędnik, imieniem Chad. Od stycznia 2008 do kwietnia 2010 występował w operze mydlanej stacji ABC Tylko jedno życie (One Life to Live) w roli oficera Olivera Fisha. Pojawił się w blisko stu czterdziestu odcinkach serialu. Pomiędzy 2012 a 2013 wystąpił w odcinkach policyjnego serialu USA Network Białe kołnierzyki (White Collar) jako Dennis Flynn. Zagrał w telewizyjnym filmie In the Dark (2013), a także w kinowych produkcjach: Behaving Badly (2014) u boku Cary'ego Elwesa, Heather Graham i Mary-Louise Parker i Lily & Kat (2015).

## Filmografia

### Filmy
- 2009: Wyznania zakupoholiczki (Confessions of a Shopaholic) jako Chad, urzędnik
- 2009: Nostalgia anioła (The Lovely Bones) jako mieszkaniec miasta
- 2013: In the Dark (TV) jako sanitariusz Reid
- 2014: Behaving Badly jako Ronnie Watt
- 2014: Before We Go jako konsjerż
- 2014: Playing It Cool jako radosny chłopak
- 2015: Lily & Kat jako Nick
- 2015: Paradise Pictures (TV) jako Braddock Loman
- 2015: Samotny gringo (Close Range) jako zastępca Logan
- 2015: Welcome to Kain jako Josh
- 2016: Badlands of Kain jako Josh
- 2016: Southbound (film krótkometrażowy) jako Danny
- 2016: Gdzie jest Lizzie? (I Know Where Lizzie Is, TV) jako Henry Spencer
- 2020: Almost Love (aka Sell By) jako Adam
- 2023: Barbie jako jeden z Kenów

### Seriale TV
- 2008: The Guiding Light jako Trey
- 2008: Prawo i porządek: Zbrodniczy zamiar (Criminal Intent) jako Woody Sage (Scott Woodley)
- 2008: Fringe: Na granicy światów (Fringe) jako Ben
- 2008−2010: Tylko jedno życie (One Life to Live) jako oficer Oliver Fish
- 2010: Prawo i porządek (Law & Order) jako Thomas Moran
- 2010: Rubicon jako Joe Purcell
- 2011: Prawo i porządek: Zbrodniczy zamiar (Criminal Intent) jako Shane Berlin
- 2012, 2013: Białe kołnierzyki (White Collar) jako Dennis Flynn
- 2014: Spojrzenia (Looking) jako Cody Heller
- 2014: Hit the Floor jako Danny
- 2018–2019: Grace i Frankie (Grace and Frankie) jako Oliver
- 2019: Into the Dark jako Joel
- 2019: Opowiedz mi bajkę (Tell Me a Story) jako rozmówca
- 2023: With love jako James jeden z przyjaciół Henry'ego